# Mergus
Genre
Le genre Mergus comprend des canards piscivores portant le nom vernaculaire de harles.

## Description et alimentation
Les canards piscivores sont appelés ainsi du fait de leur nourriture, essentiellement constituée de poissons. Ce sont en fait des plongeurs très habiles, qui s'immergent avec rapidité et vont jusqu'à 3 ou 4 mètres de fond avec une grande vélocité. Ils ont pour cela un corps allongé, des palmes bien larges, un bec mince terminé par un crochet et pourvu de « dents » pointues en lieu et place des lamelles des autres canards. Ils peuvent rester en apnée pendant une minute voire davantage.

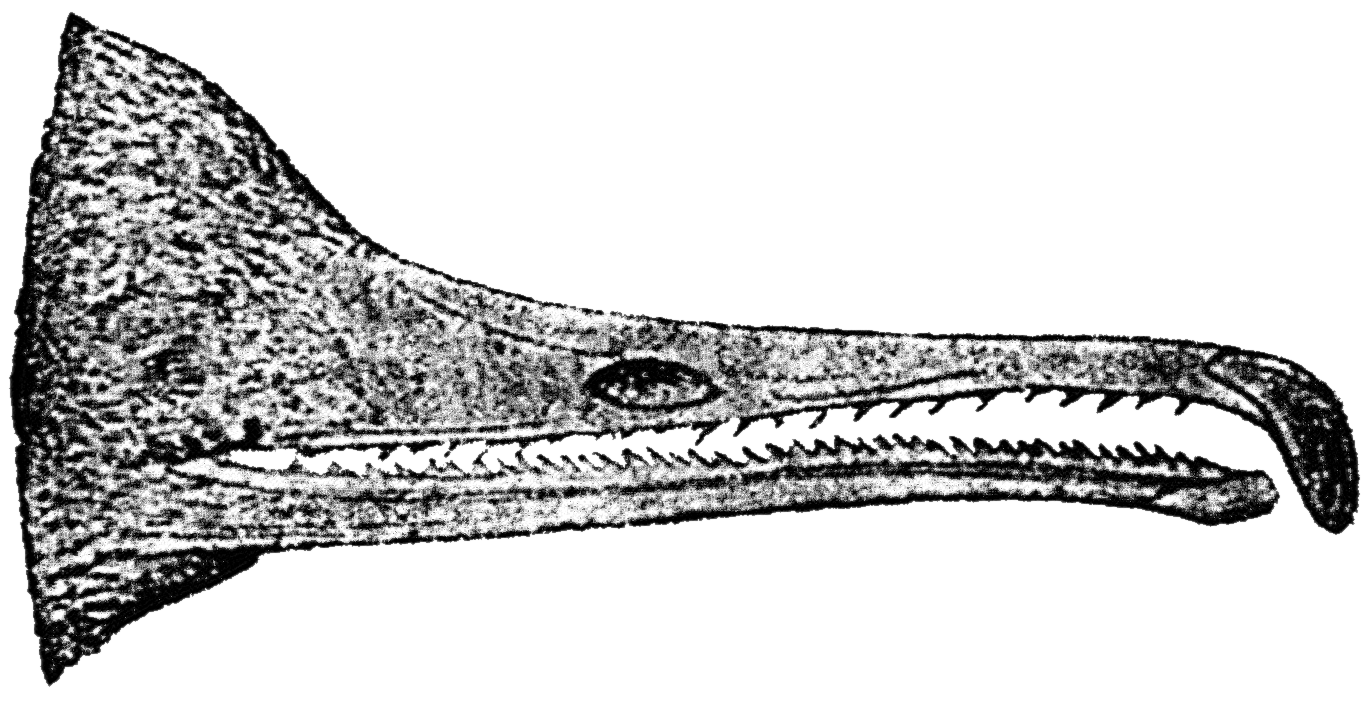
Bec à « dent » de mergus.

## Systématique

### Taxonomie
Le terme Mergus dériverait du latin mergere, c'est-à-dire submerger.

### Liste des espèces
Selon la classification de référence du Congrès ornithologique international (version 15.1, 2025) :
- †Mergus australis Hombron & Jacquinot, 1841 – Harle austral ;
- Mergus octosetaceus Vieillot, 1817 – Harle huppard ;
- Mergus merganser Linnaeus, 1758 – Harle bièvre ;
- Mergus serrator Linnaeus, 1758 – Harle huppé ;
- Mergus squamatus Gould, 1864 – Harle de Chine.

espèce éteinte
- † Mergus australis — Harle austral.

L'espèce anciennement dénommée :
- Mergus cucullatus – Harle couronné appartient désormais au genre Lophodytes (Lophodytes cucullatus)

### Fossiles
Un fossile du Calvert Cliffs State Park, nommé Mergus miscellus a été décrit. Il est daté de  14 Ma et est relativement proche du Mergus connectens, espèce européenne daté lui de 800 000 à 125 000 ans. Un autre fossile daté de 12-13 Ma, non décrit, a été découvert en Hongrie (Gál et al. 1998-99).